# Boeing 717
Die Boeing 717 ist ein zweistrahliges Schmalrumpfflugzeug des US-amerikanischen Flugzeugherstellers Boeing. Das Kurz- und Mittelstreckenflugzeug absolvierte seinen Erstflug am 2. September 1998. Im Mai 2006 stellte Boeing die Herstellung der 717 aufgrund fehlender Neubestellungen ein.

## Geschichte
Die Ideen für die Boeing 717 gehen auf das Jahr 1995 zurück, als McDonnell Douglas unter der Typenbezeichnung MD-95 den Bau einer erneuerten Version der auf der Douglas DC-9 basierenden MD-90 plante. Nach der Übernahme von McDonnell Douglas durch Boeing im Jahr 1997 wurde das Projekt unter dem Namen Boeing 717 fortgeführt, sodass am 2. September 1998 mit der Flugerprobung der für etwa 100 Passagiere ausgelegten 717-200 begonnen werden konnte. Die Zulassung der 717-200 erfolgte 1999 erstmals gemeinsam durch die Federal Aviation Administration (FAA) und die europäischen Joint Aviation Authorities (JAA). Eine verkürzte 717-100 kam ebenso wie eine verlängerte 717-300 nie über die Konzeptphase hinaus. Als Triebwerk dient das BMW Rolls-Royce AeroEngines BR715.
Die erste von insgesamt 156 Boeing 717 wurde im Herbst 1999 an die Fluggesellschaft AirTran Airways ausgeliefert. Die Flugzeuge wurden in den ehemaligen McDonnell-Douglas-Werken in Long Beach, Kalifornien endmontiert. Boeing kündigte am 14. Januar 2005 an, die Produktion der 717 im Jahr 2006 wegen mangelnder Nachfrage einzustellen. Die letzten beiden Maschinen wurden am 23. Mai 2006 an Midwest Airlines und AirTran Airways ausgeliefert.
Der Beginn der 2020er-Jahre läutete für die Boeing 717 das allmähliche Ende am Himmel ein; so beschlossen zwei der drei letzten Betreiber, darunter der größte, die Delta Air Lines, die Ausflottung des alternden und ineffizienten Typs. Von beiden Fluggesellschaften, zu denen auch Qantas Airways zählt, wurden als Ersatz Bestellungen des Airbus A220 aufgegeben, wobei die Delta Air Lines bereits mit der Ausflottung begonnen hat und diese bis 2025 abschließen will. Der letzte europäische Betreiber, Volotea, stellte seine letzte Boeing 717 bereits im Januar 2021 außer Dienst, nachdem er diese durch moderne Airbus A319 ersetzt hatte.
Zwischenfälle mit einer Boeing 717, die mit Totalverlust oder Opfern verbunden waren, gab es bislang nicht.

## Versionen
Hinweis: Boeing verwendete die interne Modellnummer 717 auch für das militärische Tankflugzeug KC-135 Stratotanker, das, wie die Boeing 707, auf der Boeing 367-80 basiert und mit der zivilen Boeing 717 nicht verwandt ist.

### Boeing 717-100X

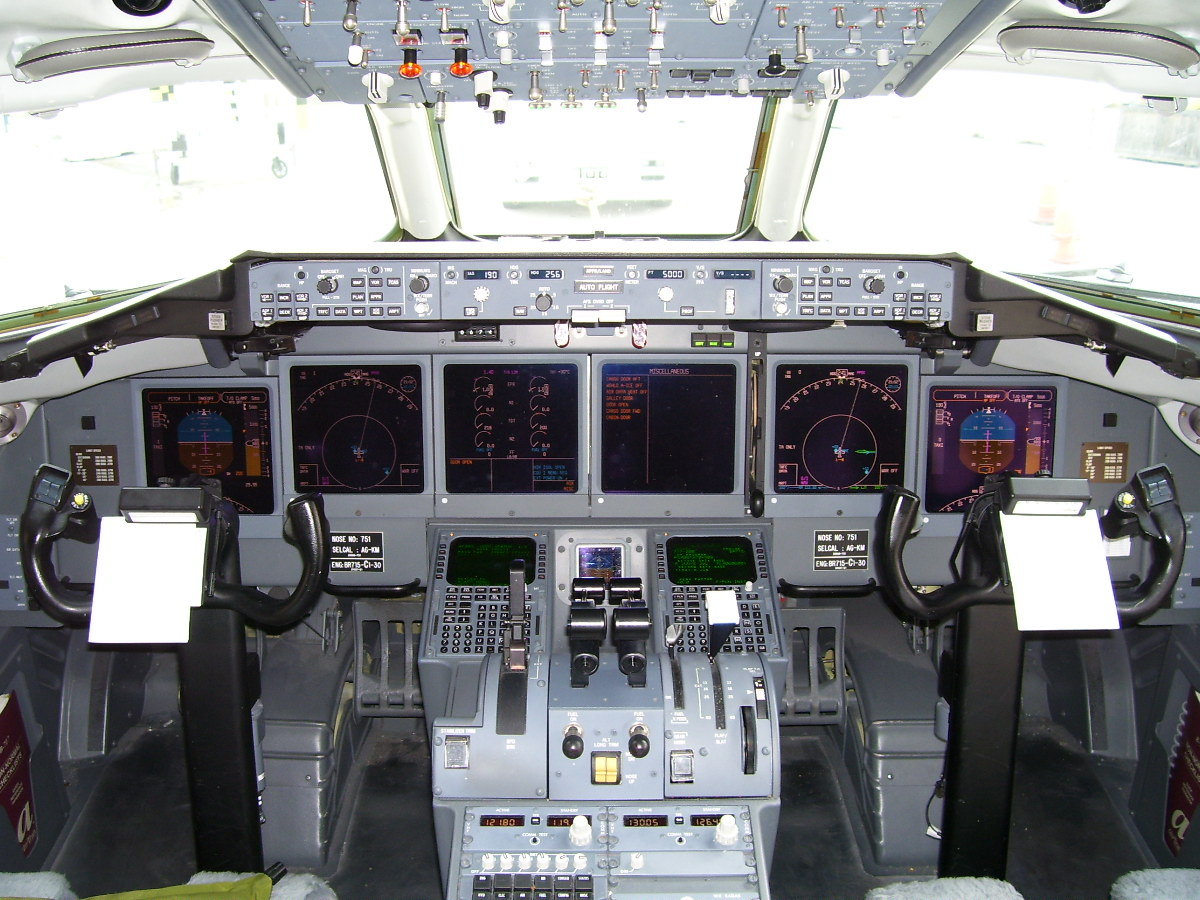
Cockpit einer Boeing 717-200

Die Boeing 717-100X oder auch McDonnell Douglas MD-95-10 war eine geplante Variante der 717. Sie sollte für durchschnittlich 86 Passagiere ausgelegt werden, was durch eine Verkürzung des Rumpfes um je 1,93 m vor und hinter der Tragfläche erreicht werden sollte. Wegen der dadurch veränderten Hebelverhältnisse wäre es, wie auch beim Airbus A318, notwendig gewesen, das Seitenleitwerk zu erhöhen. Da eine solche Variante aber nur relativ schlechte direkte Betriebskosten gehabt hätte und mit mehreren Flugzeugen in Konkurrenz getreten wäre, verfolgte Boeing ab Anfang Dezember 2003 diese Planungen nicht weiter.

### Boeing 717-200

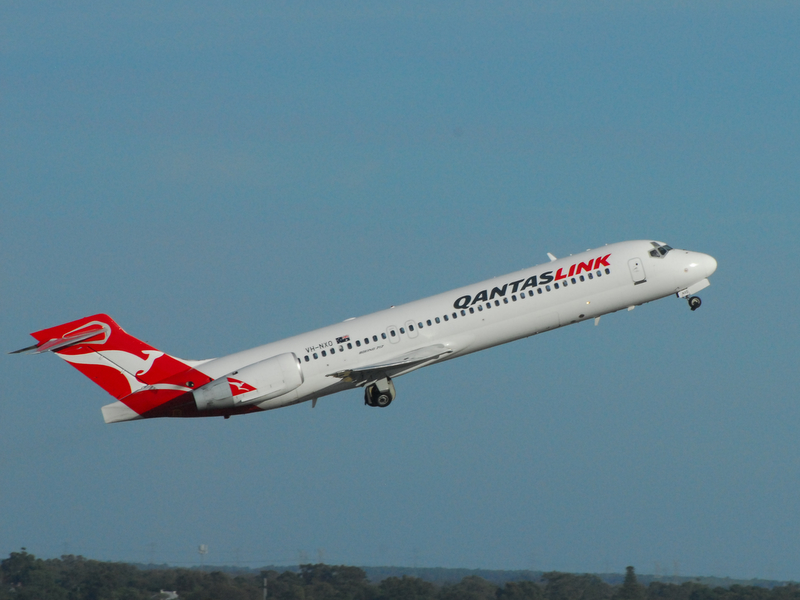
Boeing 717-200 der QantasLink

Die Boeing 717-200 oder auch McDonnell Douglas MD-95-30 ist die einzige gebaute Variante der 717. Sie ist für durchschnittlich 100 Passagiere ausgelegt. Boeing bot auch noch eine „HGW“-Version (High Gross Weight) mit erhöhter Abflugmasse und dadurch gesteigerter Reichweite an. Allerdings konnte diese Version kein einziges Mal verkauft werden.
Das Konzept der Boeing 717 wurde noch als MD-95 auf der Paris Airshow im Juni 1991 vorgestellt; der Zeitplan sah damals einen Programmstart gegen Ende des Jahres vor, der Erstflug war für Juli 1994 vorgesehen. Ein Erstkunde ließ jedoch auf sich warten; erst im Oktober 1995 bestellte ValuJet 50 MD-95 und zeichnete Optionen für 50 weitere. Nach der Übernahme durch Boeing verfolgte dieser Flugzeughersteller das Konzept weiterhin und startete es schließlich als Boeing 717-200 im Januar 1998. Der Erstflug fand am 2. September 1998 statt. Am 1. September 1999 wurde der Typ zertifiziert und das erste Serienflugzeug konnte am 23. September an den Erstkunden AirTran – die Nachfolgefluggesellschaft der ValuJet – ausgeliefert werden.

### Boeing 717-300X
Die Boeing 717-300X oder auch McDonnell Douglas MD-95-50 war eine geplante Variante der 717-200. Sie sollte für durchschnittlich 130 Passagiere ausgelegt werden, was durch eine Verlängerung des Rumpfes erreicht worden wäre, wobei vor den Tragflächen der Rumpf um 2,41 m und hinter den Tragflächen um 1,45 m vergrößert worden wäre. Dieses Flugzeug wurde vor allem durch die geplante Großbestellung verschiedener Fluggesellschaften in der Star Alliance bekannt, wo die 717-300 gegen die Airbus A318-100, Bombardier CRJ900 und Embraer 190/195 antrat. Letztlich entschieden sich jedoch alle gegen die verlängerte Version und somit war das Ende der 717-300 besiegelt.

## Betreiber

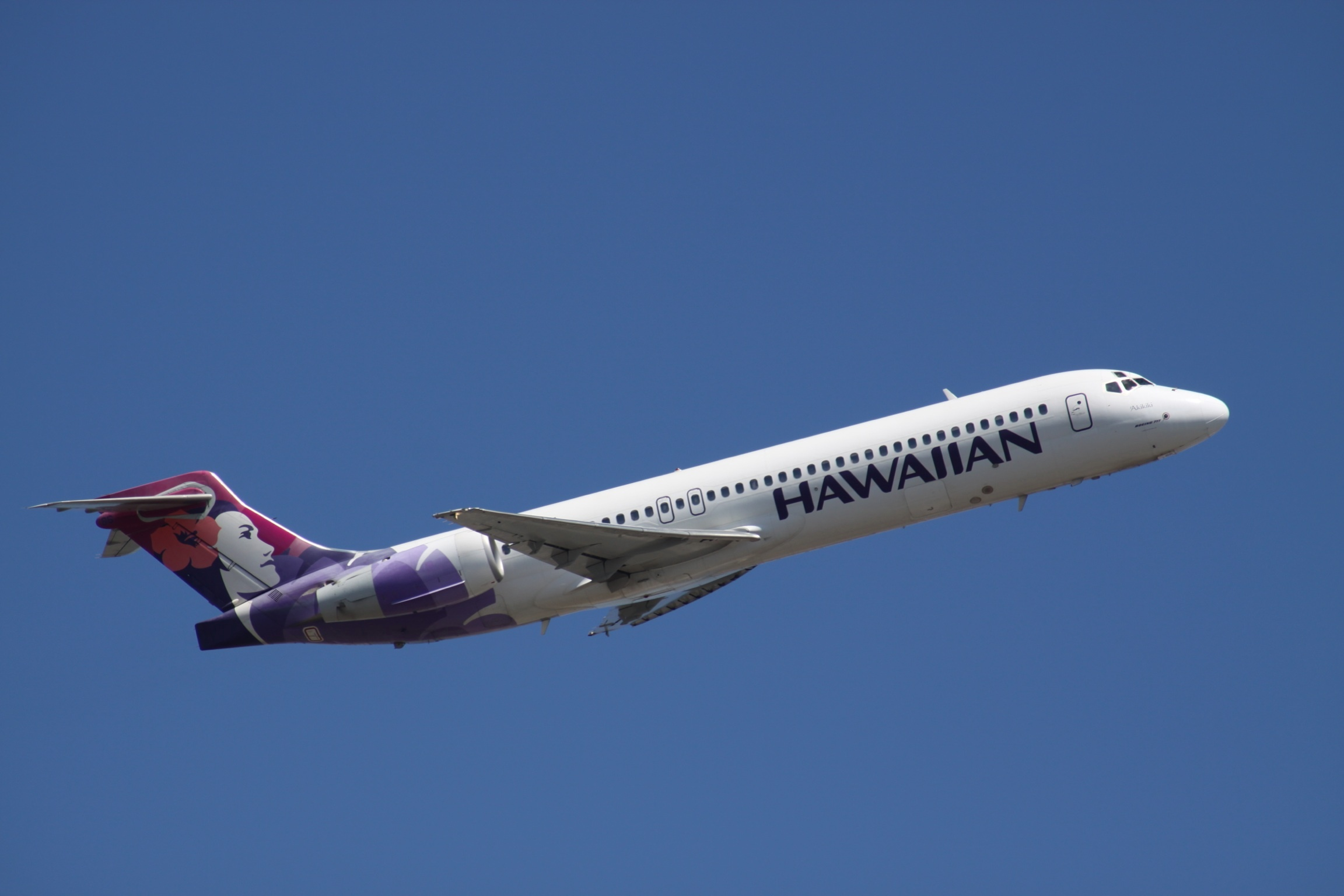
Boeing 717-200 der Hawaiian Airlines

Von 155 ausgelieferten Exemplaren sind mit Stand August 2023 noch 101 in Dienst:
| Betreiber         | Anzahl (aktiv) | Anmerkungen                                                       |
| ----------------- | -------------- | ----------------------------------------------------------------- |
| Delta Air Lines   | 68             | Ausflottung bis 2025 mit dem Airbus A220 als Nachfolger           |
| QantasLink        | 14             | betrieben durch Cobham, Bestellung des Airbus A220 als Nachfolger |
| Hawaiian Airlines | 190            |                                                                   |
| Gesamt            | 101            |                                                                   |

Die sieben bereits abgestellten Exemplare flogen durchgehend bis 2018 für Turkmenistan Airlines. Einzig verbliebener ursprünglicher Betreiber ist damit Hawaiian Airlines.
Die mit Abstand meisten 717-200 werden heute durch Delta Air Lines eingesetzt, die auch weltweit letzter Betreiber der technisch eng verwandten MD-90 waren. Die Maschinen wurden nicht von Delta selbst bei Boeing beschafft, sondern entstammen hauptsächlich gebraucht zwei Quellen: Trans World Airlines, die durch American Airlines übernommen wurden und ihre 717 später an AirTran verkauft haben, und AirTran selbst, die (noch als ValuJet) Erstbesteller waren. Letztere wurden 2010 durch Southwest Airlines gekauft, die die Maschinen heute an Delta verleasen.

## Technische Daten

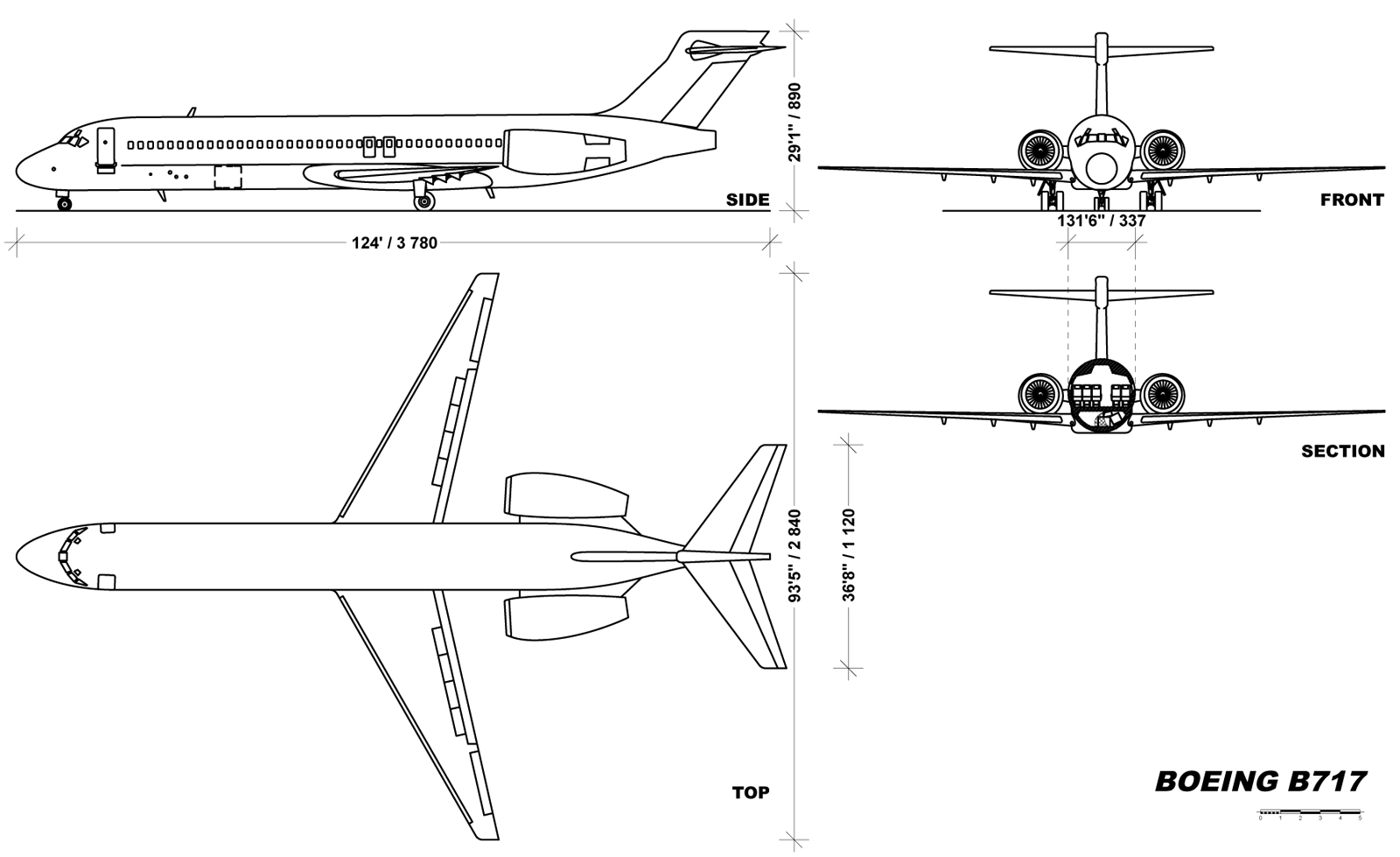
Boeing 717

| Kenngröße                     | Boeing 717-100X 1                     | Boeing 717-200                                                                               | Boeing 717-300X 1                     |
| ----------------------------- | ------------------------------------- | -------------------------------------------------------------------------------------------- | ------------------------------------- |
| Länge:                        | zwischen 33,95 m und 35,9 m           | 37,81 m                                                                                      | 42,15 m                               |
| Spannweite:                   | 28,45 m                               | 28,45 m                                                                                      | 34,09 m                               |
| Höhe:                         | 8,88 m                                | 8,88 m                                                                                       | 8,88 m                                |
| Tragflügelfläche:             | 92,97 m²                              | 92,97 m²                                                                                     | k. A.                                 |
| Maximales Startgewicht:       | k. A.                                 | 54.885 kg                                                                                    | 56.245 kg                             |
| Reisegeschwindigkeit:         | Mach 0,77 bzw. 811 km/h               | Mach 0,77 bzw. 811 km/h                                                                      | Mach 0,77 bzw. 811 km/h               |
| max. Passagiere:              | ~100                                  | 134                                                                                          | 145                                   |
| Reichweite mit max. Zuladung: | verm. mehr als 2.645 km               | 2.645 km                                                                                     | verm. weniger als 2.645 km            |
| Dienstgipfelhöhe:             | 11.277 m                              | 11.277 m                                                                                     | 11.277 m                              |
| Antrieb:                      | zwei BR71X mit weniger als je 82,3 kN | zwei Rolls-Royce BR715-A1-30 mit je 82,3 kN oder zwei Rolls-Royce BR715-C1-30 mit je 93,4 kN | zwei Rolls-Royce BR715 mit je 93,4 kN |